# Edward Barsegjan
Edward Barsegjan (* 15. Juli 1980 in Etschmiadsin, Armenische SSR, UdSSR) ist ein armenisch-polnischer Ringer. Er wurde Vize-Europameister 2009 im griechisch-römischen Stil im Federgewicht.

## Werdegang
Edward Barsegjan wurde in Armenien geboren und ist dort aufgewachsen. In Armenien begann er 1988 auch mit dem Ringen. Er spezialisierte sich dabei auf den griechisch-römischen Stil. Im Jahre 1999 startete er für Armenien bei der Junioren-Europameisterschaft in Budapest und kam dort im Bantamgewicht auf den 10. Platz.
Infolge der starken Konkurrenz in Armenien, in seiner Gewichtsklasse rangen so starke Athleten wie Vahan Juharjan, Karen Mnatsakanjan u. Artak Harutjunjan, kam er in den nächsten Jahren zu keinen Einsätzen bei internationalen Meisterschaften mehr.
Edward Barsegjan ging deshalb nach Polen und wurde dort eingebürgert. Als Mitglied von GKS "Cartusia" Kartuzy wurde er bereits im Jahre 2005 polnischer Meister im Federgewicht vor Thomas Swierk. Auch 2008 wurde er polnischer Meister im Federgewicht. Für internationale Meisterschaften war er aber erst seit 2008 startberechtigt. Sein erster Start bei einer solchen Meisterschaft erfolgte bei der Europameisterschaft dieses Jahres in Tampere. Er kam dort mit Siegen über Andrejs Zjatkovs aus Lettland und Michal Radok aus der Slowakei und Niederlagen gegen Jarkko Ala-Huikka aus Finnland u. Sebastien Hidalgo aus Frankreich auf den 7. Platz. Beim Olympia-Qualifikationsturnier in Novi Sad belegte er hinter Sebastien Hidalgo und Stig André Berge aus Norwegen gemeinsam mit seinem früheren Landsmann Karen Mnatsakanjan den 3. Platz. Da aber nur drei Ringer eine Fahrkarte für die Olympischen Spiele in Peking erhielten, musste er gegen Mnatsakanjan einen Stichkampf austragen, den er nach Punkten verlor. Die Olympiafahrkarte erhielt deswegen Mnatsakanjan.
2009 wurde Edward Barsegjan polnischer Meister im Leichtgewicht, startete aber bei der Europameisterschaft dieses Jahres in Vilnius im Federgewicht. Er war dort in hervorragender Form und gewann mit Siegen über Håkan Nyblom, Dänemark, Ivo Angelow, Bulgarien u. Fuad Alijew aus Aserbaidschan u. einer Niederlage gegen Olympiasieger Islambek Albijew aus Russland die EM-Silbermedaille. Bei der Weltmeisterschaft 2009 in Herning/Dänemark kam er nur zu einem Sieg über Dimitri Alenski aus Weißrussland, gegen Dilschod Aripow, Usbekistan und Söner Sucu, Türkei, verlor er und belegte damit den 11. Platz.
Bei der Europameisterschaft 2011 in Dortmund zeigte er sich wieder in guter Form. Er siegte dort im Federgewicht über Davor Štefanek, Serbien, verlor gegen Rewas Laschchi, Georgien, kam in der Trostrunde zu einem Sieg über Sebastien Hidalgo, Frankreich, verpasste aber die Kämpfe um die Medaillen durch eine weitere Niederlage gegen Eusebiu Diaconu aus Rumänien. Er belegte damit den 7. Platz.
2012 belegte Edward Barsegjan bei der polnischen Meisterschaft im Federgewicht den 3. Platz. Er erhielt auch die Chance, sich bei einem Turnier in Helsinki für die Olympischen Spiele 2012 in London zu qualifizieren. Er belegte bei diesem Turnier aber nur den 21. Platz. 2013 wurde er wieder polnischer Meister im Federgewicht und wurde bei der Weltmeisterschaft in Budapest eingesetzt. Er siegte dort über Diego Ribeiro Romanelli aus Brasilien und Jose Rodriguez Orozco aus Venezuela, verlor dann gegen Iwo Angelow aus Bulgarien. Da dieser später Weltmeister wurde, konnte er in der Trostrunde weiterringen, in der er zunächst zu einem Sieg über den starken Serben Kristijan Friis kam, dann aber im Kampf um eine WM-Bronzemedaille gegen Woo Seung-jae aus Südkorea unterlag. Er kam damit auf den 5. Platz. 
Edward Barsegjan ist auch in deutschen Ringerkreisen gut bekannt, da er für mehrere deutsche Bundesliga-Vereine (KG Dewangen, SC Anger) am Start war.

## Internationale Erfolge
| Jahr | Platz | Wettbewerb                                   | Gewichtsklasse | |
| ---- | ----- | -------------------------------------------- | -------------- | --- |
| 1999 | 10.   | Junioren-EM (Juniors) in Budapest            | Bantam         | Sieger: Parviz Kasimow, Ukraine vor Alexander Pischugin, Russland |
| 2006 | 8.    | IT Avozmash-Cup in Mariupol                  | Feder          | Sieger: Alexei Wakulenko, Ukraine vor Dilschod Aripow, Usbekistan |
| 2007 | 2.    | "Pytlasinksi"-Memorial in Warschau           | Feder          | hinter Håkan Nyblom, Dänemark, vor Mechty Saparow, Kasachstan u. Yuruker Baki, Türkei |
| 2008 | 3.    | "Dave-Schultz"-Memorial in Colorado Springs  | Feder          | hinter Nurbachyt Tengizbajew, Kasachstan, vor Yerbol Konyratow, Kasachstan u. Marco Lara, USA |
| 2008 | 5.    | Golden Grand Prix in Szombathely             | Feder          | hinter Davor Štefanek, Serbien, Hamia Bavafa, Iran, Nukbachyt Tengizbajew u. Park Eun-chol, Südkorea |
| 2008 | 7.    | EM in Tampere                                | Feder          | mit einem Sieg über Andrejs Zjatkovs, Lettland, einer Niederlage gegen Jarkko Ala-Huikka, Finnland, einem Sieg über Michal Radok, Slowakei u. einer Niederlage gegen Sebastien Hidalgo, Frankreich                               |
| 2008 | 3.    | Großer Preis von Deutschland in Dortmund     | Feder          | hinter Makoko Sasamoto, Japan u. Roberto Monzón, Kuba, gemeinsam mit Sebastian Möser, Deutschland |
| 2009 | 5.    | Golden Grand Prix in Szombathely             | Feder          | nach einer Niederlage gegen Rowshan Bajramow, Aserbaidschan, Siegen über Chad Vander u. Glenn Garrison, bde, USA u. einer Niederlage gegen Yasuyuki Tanioka, Japan                                                               |
| 2009 | 2.    | EM in Vilnius                                | Feder          | mit Siegen über Hakan Nyblom, Ivo Angelow, Bulgarien u. Fuad Angelow, Aserbaidschan u. einer Niederlage gegen Islambek Albijew, Russland                                                                                         |
| 2009 | 10.   | Großer Preis von Deutschland in Dortmund     | Feder          | Sieger: Islambek Albijew, Russland vor Ilschad Rafutdinow, Usbekistan |
| 2009 | 11.   | WM in Herning/Dänemark                       | Feder          | nach einer Niederlage gegen Dilschod Aripow, Usbekistan, einem Sieg über Dimitri Alenski, Weißrussland und einer Niederlage gegen Söner Sucu, Türkei                                                                             |
| 2011 | 3.    | "Dave-Schultz"-Memorial in Colorado Springs  | Feder          | hinter Joseph Samuel Bettermann und Chad Vandiver, beide USA |
| 2011 | 7.    | EM in Dortmund                               | Feder          | nach einem Sieg über Davor Stefanek, Serbien, einer Niederlage gegen Rewas Laschchi, Georgien, einem Sieg über Sebastien Hidalgo, Frankreich und einer Niederlage gegen Eusebiu Diaconu, Rumänien                                |
| 2011 | 1.    | Großer Preis von Spanien in Madrid           | Feder          | vor Roman Amojan, Armenien, Rewas Laschchi und Stig André Berge, Norwegen |
| 2011 | 22.   | WM in Istanbul                               | Feder          | nach einem Sieg über Jansel Ramirez, Dominikanische Republik und einer Niederlage gegen Həsən Əliyev, Aserbaidschan |
| 2012 | 5.    | Dan Kolow & Nikola Petrow-Memorial in Sofia  | Feder          | Sieger: Iwo Angelow vor Dawid Karecinski, Polen |
| 2012 | 24.   | EM in Belgrad                                | Feder          | nach einer Niederlage gegen Artur Mkrtchjan, Armenien |
| 2012 | 21.   | Olympia-Qualif.-Turnier in Helsinki          | Feder          | Sieger: Rewas Laschchi vor Stig André Berge |
| 2013 | 1.    | Großer Preis von Deutschland in Dortmund     | Feder          | vor Dimitri Zimbaliuk, Ukraine, Jani Haapamäki, Finnland und Maxim Koscharski, Weißrussland |
| 2013 | 1.    | "Wladyslaw-Pytlasinski"-Memorial in Warschau | Feder          | vor Michal Tracz, Polen, Ibragim Labasanow, Russland und Taleh Mammadow, Aserbaidschan |
| 2013 | 5.    | WM in Budapest                               | Feder          | nach Siegen über Diego Ribeiro Romanelli, Brasilien und Raiber Jose Rodriguez Orozco, Venezuela, einer Niederlage gegen Iwo Angelow, einem Sieg über Kristijan Friis, Serbien und einer Niederlage gegen Woo Seung-jae, Südkorea |
| 2013 | 1.    | Sportaccord Combat Games in St. Petersburg   | Feder          | vor Ibragim Labasanow |
| 2014 | 8.    | "Iwan-Poddubny"-Memorial in Tjumen           | bis 59 kg      | Sieger: Iwan Kujlakow vor Semjon Semjonow, beide Russland |
| 2014 | 1.    | Golden-Grand-Prix in Paris                   | bis 59 kg      | vor Yasin Ozay, Frankreich, Baglan Schakanadse, Kasachstan und Lascha Gogitadse, Georgien |

Erläuterungen
- alle Wettbewerbe im griechisch-römischen Stil
- Federgewicht, Gewichtsklasse bis 60 kg, Leichtgewicht, bis 66 kg Körpergewicht (bis 31. Dezember 2013, seit 1. Januar 2014 gilt eine neue Gewichtsklasseneinteilung durch den Ringer-Weltverband FILA)
- WM = Weltmeisterschaft, EM = Europameisterschaft

## Polnische Meisterschaften
| Jahr | Platz | Gewichtsklasse |                                                 |
| ---- | ----- | -------------- | ----------------------------------------------- |
| 2005 | 1.    | Feder          | vor Thomas Swierk und Piotr Puchalski           |
| 2008 | 1.    | Feder          | vor Mariusz Łoś und Edgar Pogosjan              |
| 2009 | 1.    | Leicht         | vor Przemylow Niedzwiecki und Maciej Szczepanik |
| 2011 | 7.    | Feder          |                                                 |
| 2012 | 3.    | Feder          |                                                 |
| 2013 | 1.    | Feder          |                                                 |